# Фордерталь
Фордерталь (нім. Vorderthal) — громада  в Швейцарії в кантоні Швіц, округ Марх.

## Географія
Громада розташована на відстані близько 115 км на схід від Берна, 22 км на північний схід від Швіца.
Фордерталь має площу 28 км², з яких на 2,1% дозволяється будівництво (житлове та будівництво доріг), 35,8% використовуються в сільськогосподарських цілях, 59,1% зайнято лісами, 2,9% не є продуктивними (річки, льодовики або гори).

## Демографія
2019 року в громаді мешкало 992 особи (-3,2% порівняно з 2010 роком), іноземців було 9,2%. Густота населення становила 35 осіб/км².
За віковим діапазоном населення розподілялося таким чином: 16,4% — особи молодші 20 років, 64,4% — особи у віці 20—64 років, 19,2% — особи у віці 65 років та старші. Було 450 помешкань (у середньому 2,2 особи в помешканні).
Із загальної кількості 257 працюючих 99 було зайнятих в первинному секторі, 78 — в обробній промисловості, 80 — в галузі послуг.